# Бъркшърско-Марлбърски хълмове
Бъркшърско-Марлборските хълмове (на английски: Berkshire and Marlborough Downs) са хълмиста равнина в части на графствата Бъркшър и Уилтшър, южна Англия.
Заема около 1110 квадратни километра с население 78 хиляди души, главните селища са Марлбъро и Хънгърфорд. По-голямата част от областта се използва за производство на зърнено-житни култури и като пасища, с малко, главно широколистни, гори.